# Hixon (Staffordshire)
Hixon es una parroquia civil y un pueblo del distrito de Stafford, en el condado de Staffordshire (Inglaterra).

## Geografía
Según la Oficina Nacional de Estadística británica, Hixon tiene una superficie de 7,33 km².

## Demografía
Según el censo de 2001, Hixon tenía 1713 habitantes (48,8% varones, 51,2% mujeres) y una densidad de población de 233,7 hab/km². El 19,61% eran menores de 16 años, el 71,63% tenían entre 16 y 74, y el 8,76% eran mayores de 74. La media de edad era de 39,86 años. Del total de habitantes con 16 o más años, el 21,06% estaban solteros, el 61% casados, y el 17,94% divorciados o viudos.
Según su grupo étnico, el 99,18% de los habitantes eran blancos, el 0,18% mestizos, el 0,47% asiáticos, y el 0,18% de cualquier otro salvo negros y chinos,. La mayor parte (97,78%) eran originarios del Reino Unido. El resto de países europeos englobaban al 0,88% de la población, mientras que el 1,34% había nacido en cualquier otro lugar. El cristianismo era profesado por el 79,44%, el sijismo por el 0,35%, y cualquier otra religión, salvo el budismo, el hinduismo, el judaísmo y el islam, por el 0,18%. El 10,57% no eran religiosos y el 9,46% no marcaron ninguna opción en el censo.
Había 679 hogares con residentes y 19 vacíos.